# Io canto Family
Io canto Family è un programma televisivo italiano e spin-off di Io canto di genere talent show e musicale, in onda in prima serata su Canale 5 dal 20 maggio 2024 con la conduzione di Michelle Hunziker.

## Il programma
L'obiettivo del programma resta quello di eleggere la voce più promettente tra bambini e ragazzi di età compresa tra i 10 e i 15 anni accompagnati da un membro della loro famiglia formando una coppia di cantanti, in cui la musica, però, resta la protagonista assoluta.

### Il format
Dopo il successo della prima edizione dello spin-off Io canto Generation, Mediaset ha annunciato nel 2024 la volontà di produrre lo spin-off Io canto Family per la primavera dello stesso anno. La prima edizione, realizzata presso lo studio 20 del Centro di produzione Mediaset di Cologno Monzese, è andata in onda in prima serata su Canale 5 dal 20 maggio al 12 giugno 2024 con la conduzione di Michelle Hunziker (la quale è subentrata al posto di Gerry Scotti), affiancata dalla giuria composta da Claudio Amendola, Al Bano (sostituito da sua figlia Jasmine Carrisi nella seconda puntata del 27 maggio 2024), Orietta Berti e Fabio Rovazzi (subentrato al posto della Hunziker, la quale è divenuta conduttrice), dai coach Iva Zanicchi, Fausto Leali, Anna Tatangelo, Cristina Scuccia, Mietta e Benedetta Caretta e con la partecipazione di Chiara Tortorella in qualità di inviata per R101. L'edizione si è conclusa con la vittoria dalla coppia formata da Carlotta D'Amico e dalla madre Erika D'Amico, che si sono aggidicate anche il premio R101.

### Studi televisivi
| Studio                                                         | Edizioni | Totale |
| Studio                                                         | 1ª       | Totale |
| -------------------------------------------------------------- | -------- | ------ |
| Studio 20 del Centro di produzione Mediaset di Cologno Monzese |          | 1      |

## Cast

### Conduzione
| Conduzione        | Edizioni | Totale |
| Conduzione        | 1ª       | Totale |
| ----------------- | -------- | ------ |
| Michelle Hunziker |          | 1      |

### Giuria e coach
Legenda
     Giudice fisso
     Coach
| Giurati / Coach   | Edizioni | Totale |
| Giurati / Coach   | 1ª       | Totale |
| ----------------- | -------- | ------ |
| Claudio Amendola  |          | 1      |
| Iva Zanicchi      |          | 1      |
| Fausto Leali      |          | 1      |
| Anna Tatangelo    |          | 1      |
| Cristina Scuccia  |          | 1      |
| Mietta            |          | 1      |
| Benedetta Caretta |          | 1      |
| Al Bano           |          | 1      |
| Orietta Berti     |          | 1      |
| Fabio Rovazzi     |          | 1      |
| Jasmine Carrisi   |          | 1      |

### Direttori d'orchestra
| Direttore d'orchestra | Edizioni | Totale |
| Direttore d'orchestra | 1ª       | Totale |
| --------------------- | -------- | ------ |
| Valeriano Chiaravalle |          | 1      |

### Radio speaker
Legenda
     Inviato/a
     Emittente radiofonica
| Inviato/a / Speaker | Edizioni | Totale |
| Inviato/a / Speaker | 1ª       | Totale |
| ------------------- | -------- | ------ |
| Chiara Tortorella   |          | 1      |
| R101                |          | 1      |

## Edizioni
| Edizione | Anno | Conduzione        | Periodo        | Periodo        | Puntate | Giuria           | Giuria        | Giuria  | Giuria        | Giuria          | Coach          | Coach            | Coach             | Coach        | Coach        | Coach  | Inviati                  | Regia         | Concorrenti | Montepremi | Vincitori                 |
| Edizione | Anno | Conduzione        | Inizio         | Fine           | Puntate | Giuria           | Giuria        | Giuria  | Giuria        | Giuria          | Coach          | Coach            | Coach             | Coach        | Coach        | Coach  | Inviati                  | Regia         | Concorrenti | Montepremi | Vincitori                 |
| -------- | ---- | ----------------- | -------------- | -------------- | ------- | ---------------- | ------------- | ------- | ------------- | --------------- | -------------- | ---------------- | ----------------- | ------------ | ------------ | ------ | ------------------------ | ------------- | ----------- | ---------- | ------------------------- |
| 1ª       | 2024 | Michelle Hunziker | 20 maggio 2024 | 12 giugno 2024 | 5       | Claudio Amendola | Fabio Rovazzi | Al Bano | Orietta Berti | Jasmine Carrisi | Anna Tatangelo | Cristina Scuccia | Benedetta Caretta | Fausto Leali | Iva Zanicchi | Mietta | Chiara Tortorella (R101) | Roberto Cenci | 12          | 50000 €    | Carlotta ed Erika D'Amico |

## Audience
| Edizione | Rete televisiva | Anno | Stagione  | Programmazione | Programmazione | Programmazione | Programmazione | Programmazione | Programmazione | Programmazione | Collocazione | Media auditel  | Media auditel | Premiere       | Premiere | Finale         | Finale |
| Edizione | Rete televisiva | Anno | Stagione  | L              | M              | M              | G              | V              | S              | D              | Collocazione | Telespettatori | Share         | Telespettatori | Share    | Telespettatori | Share  |
| -------- | --------------- | ---- | --------- | -------------- | -------------- | -------------- | -------------- | -------------- | -------------- | -------------- | ------------ | -------------- | ------------- | -------------- | -------- | -------------- | ------ |
| 1ª       | Canale 5        | 2024 | primavera |                |                |                |                |                |                |                | Prima serata | 2 482 000      | 17,81%        | 2 491 000      | 16,93%   | 2 409 000      | 17,92% |

## Sigla
Nella prima edizione la sigla è stata una cover della canzone We Are Family dei Sister Sledge.